# 2048 (jeu vidéo)
Pour les articles homonymes, voir 2048.
2048 est un jeu vidéo de type puzzle conçu en mars 2014 par le développeur indépendant italien Gabriele Cirulli et publié en ligne sous licence libre via GitHub le 9 mars 2014.
Le but du jeu est de faire glisser des tuiles sur une grille, pour combiner les tuiles de mêmes valeurs et créer ainsi une tuile portant le nombre 2048. Le joueur peut toutefois continuer à jouer après cet objectif atteint pour faire le meilleur score possible.
Publié initialement sous licence MIT, sans prétention commerciale ou médiatique, le jeu a fait l'objet d'un fort intérêt. Le caractère particulièrement addictif de 2048, en plus d'être gratuit, lui attitrant une notoriété immédiate. Le concept du jeu est alors copié de nombreuses fois et notamment porté en application mobile.
Le jeu est souvent comparé à Threes!, dont l'interface et le système de jeu sont similaires et est sorti quelques mois auparavant. Cirulli atteste s'être inspiré d'un jeu mobile, 1024 de Veewo Studio, dont le développeur s'est lui-même inspiré de Threes! d'Asher Vollmer.

## Système de jeu

### Interface

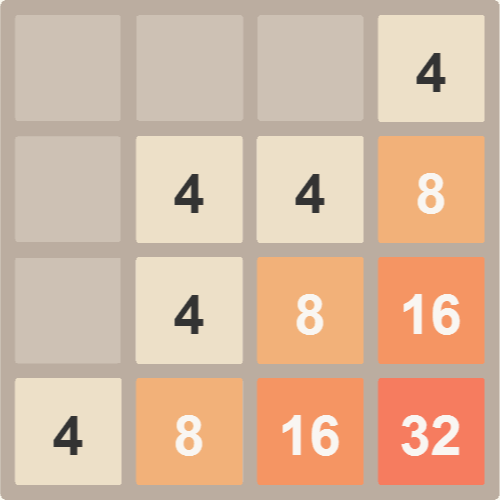
Une partie de 2048 en cours.

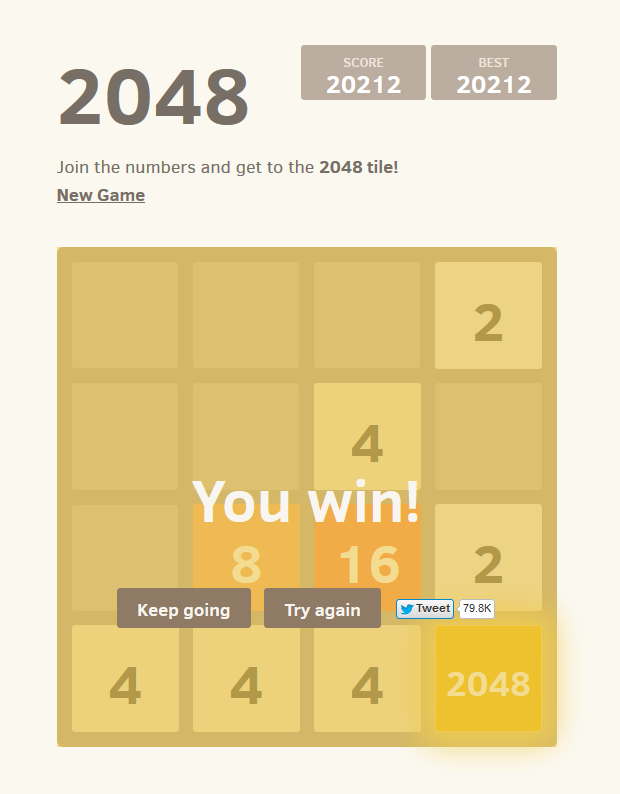
Exemple d'une grille du jeu terminée lorsque la tuile « 2048 » (en bas à dr.) est créée. La partie peut se poursuivre au-delà.

2048 se joue sur une grille de 4 × 4 cases, avec des tuiles de couleurs et de valeurs variées (mais toujours des puissances de deux) qui peuvent être déplacées avec une animation par scrolling quand le joueur appuie sur les touches fléchées de son clavier (ou avec la fonction tactile sur tablettes et smartphones). Pour les valeurs les plus élevées, les tuiles luisent légèrement après la fusion des deux tuiles précédentes et changent de couleur.
2048 est une variante informatique du taquin, très similaire à l'application Threes!, sortie en février 2014.

### Jouabilité
Le gameplay du jeu repose sur l'utilisation des touches fléchées du clavier (ou de la fonction tactile sur tablettes et smartphones) pour déplacer les tuiles vers la gauche, la droite, le haut ou le bas. Lors d'un mouvement, l'ensemble des tuiles du plateau sont déplacés dans la même direction jusqu'à rencontrer les bords du plateau ou une autre tuile sur leur chemin. Si deux tuiles, ayant le même nombre, entrent en collision durant le mouvement, elles fusionnent en une nouvelle tuile de valeur double (par ex. : deux tuiles de valeur « 2 » donnent une tuile de valeur « 4 »). À chaque mouvement, une tuile portant un 2 ou un 4 apparaît dans une case vide de manière aléatoire.
Le jeu, simple au début, se complexifie de plus en plus, du fait du manque de place pour faire bouger les tuiles, et des erreurs de manipulation possibles, pouvant entraîner un blocage des tuiles et donc la fin du jeu à plus ou moins long terme, selon l’habileté du joueur. Pourtant, et bien que très chronophage, 2048 possède la particularité de ne jamais rendre l'échec frustrant, au contraire : le fait de recommencer pour tenter une nouvelle stratégie fait partie du plaisir.
La partie est gagnée lorsqu'une tuile portant la valeur « 2048 » apparaît sur la grille, d'où le nom du jeu,. On peut néanmoins continuer à jouer avec des tuiles de valeurs plus élevées (4 096, 8 192, etc.). La tuile maximum pouvant être atteinte est, en théorie, « 131 072 », (ou 217) ; le score maximal possible est 3 932 156 ; le nombre maximum de déplacements est 131 038. Quand le joueur n'a plus de mouvement légaux (plus d'espaces vides ou de tuiles adjacentes avec la même valeur), le jeu se termine.

### Application en mathématiques
Chaque tuile est une puissance de 2. À chaque tour, le jeu fait apparaître de manière aléatoire soit une tuile de valeur 2, soit une tuile de valeur 4. En supposant que le pire scénario soit qu'il n'y ait que des 2 qui apparaissent sur la grille, un joueur devra faire {\displaystyle 2^{n-1}-1} combinaisons pour obtenir une tuile avec une valeur de {\displaystyle 2^{n}}. Par conséquent, pour obtenir une tuile de valeur {\displaystyle 2048}, soit {\displaystyle 2^{11}}, un joueur aurait idéalement besoin de faire {\displaystyle 2^{11-1}-1}, soit {\displaystyle 1023} combinaisons. Une seule tuile doit être doublée dix fois de suite pour passer de 2 à 2048 (neuf fois si on commence avec un 4).

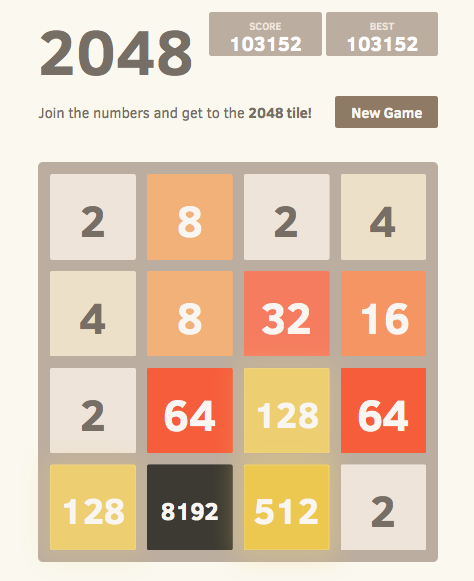
Une grille de 2048 avec une tuile 8192.
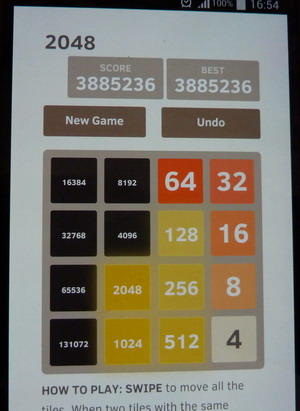
Simulation du score maximum théorique au 2048 4x4. Pour pouvoir continuer, la dernière tuile qui est apparue, le « 4 », aurait dû être un « 8 », ce qui est impossible.
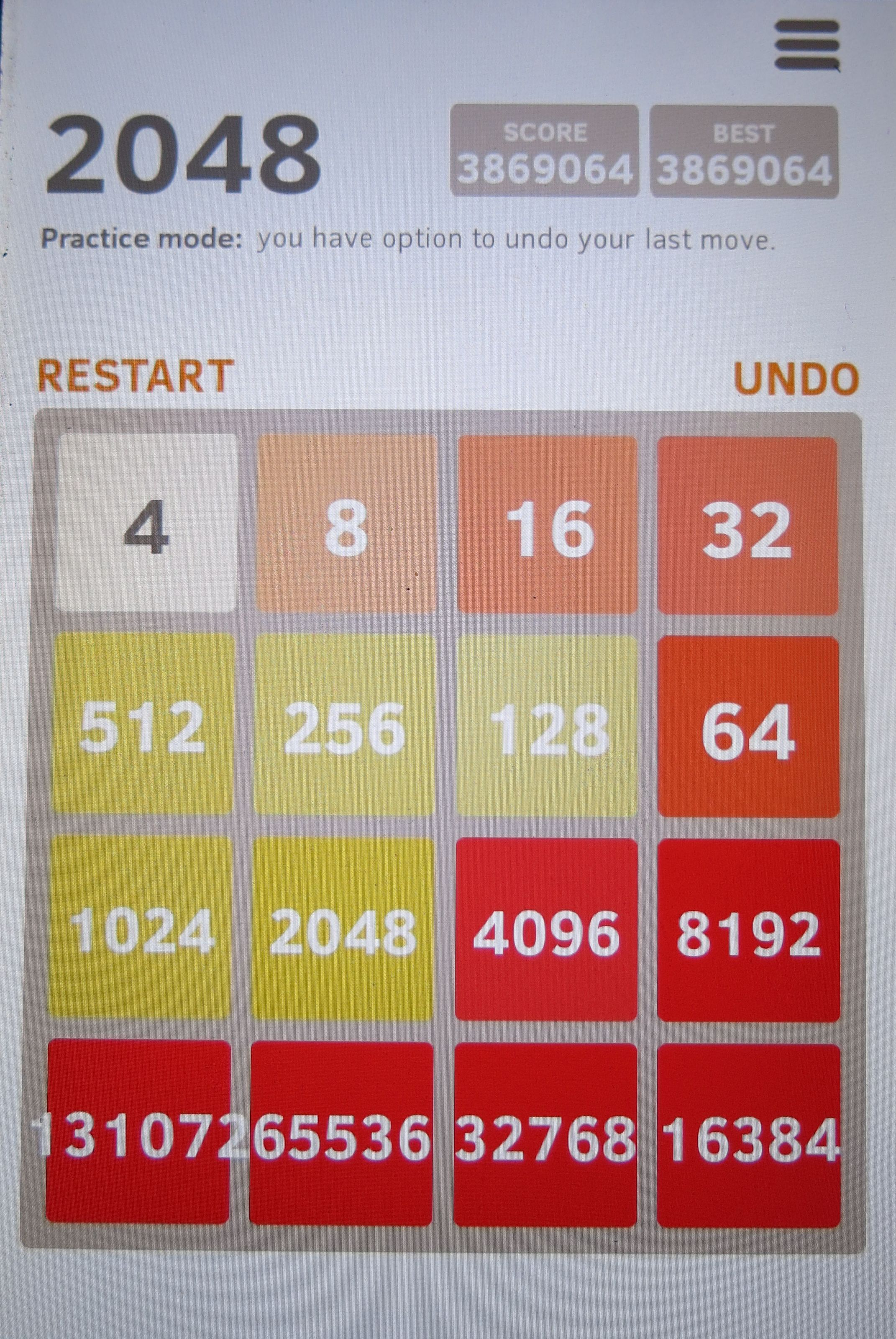
Autre simulation du score maximum théorique.

## Développement
Le créateur du jeu, Gabriele Cirulli, est un développeur web italien autodidacte, alors âgé de 20 ans et originaire de la région du Frioul.
C'est son premier jeu, qu'il a créé en un week-end. Concernant sa motivation, il indique : « en le faisant, j'avais envie de m'amuser mais aussi d'apprendre de nouvelles choses ». Publié sur GitHub (un service web d'hébergement et de gestion de développement de logiciels) dans l'attente d'un « retour », 2048 a rapidement été repéré par un internaute. « À partir de ce moment-là, mon jeu est devenu connu », relate-t-il.
Cirulli a créé le jeu comme un test pour voir s'il était capable de créer un programme à partir de zéro, et la popularité immense (plus de quatre millions de visiteurs en moins d'une semaine) a été complètement inattendue. En quinze jours, son jeu comptabilise déjà plus de 75 millions de parties jouées sur l'application sur navigateur.
Ce jeu a été décrit comme le « truc le plus addictif » sur internet et « qui va détrôner les jeux Candy Crush et Flappy Bird ». D'ailleurs, sur son compte Twitter, le créateur du jeu se félicitait d'avoir engendré « le pire cauchemar de votre productivité ».
Malgré ce succès rapide, Cirulli s'est refusé à en faire un nouveau phénomène commercial. « Pour des raisons éthiques, je m'interdis de gagner de l'argent avec mon jeu, simplement parce que je n'en ai pas vraiment inventé le concept », explique-t-il,.

## Astuces
Le caractère particulièrement addictif du jeu ainsi que le faible taux de victoires — estimé à seulement 1 % des parties jouées — ont conduit à l'apparition d'un grand nombre d'astuces sur Internet et notamment sur YouTube. Parmi elles, celle du créateur du jeu consiste à « utiliser seulement trois directions à la fois, et essayer d'isoler la case avec le nombre le plus grand dans un des angles du carré ». Pour cela, il est notamment conseillé de remplir la colonne où apparaît la plus grande valeur avec des nombres croissants du haut vers le bas, d'attendre jusqu'à deux tours pour additionner deux carrés identiques ou encore de faire en sorte que le contour de la grille reste vide.

## Variantes
Le fait que la licence du jeu soit libre et open source a mené à ce que d'autres programmeurs imaginent de nombreux ajouts et variantes indépendantes du jeu original, notamment des versions avec un tableau des scores ou une jouabilité tactile améliorée, ou encore des détournements divers du concept ou des règles du jeu original ; lui-même à l'origine une copie modifiée d'un autre jeu, Threes! d'Asher Vollmer.